# Nouilles instantanées
Les nouilles instantanées sont un produit alimentaire populaire en Asie, inventées par le japonais d'origine taïwanaise Momofuku Ando, fondateur de la compagnie Nissin Foods. Le rāmen, une soupe de nouilles japonaises parfois utilisé comme pour décrire les saveurs de nouilles instantanées par certains fabricants japonais, est devenu un synonyme en Amérique pour tous les produits de nouilles instantanées.

## Histoire
Les nouilles instantanées ont été inventées par Momofuku Ando au Japon et ont été commercialisées, pour la première fois, le 25 août 1958 par la société Nissin Food sous le nom de Chikin Ramen,. À leurs débuts, ces nouilles étaient considérées comme un produit de luxe étant donné leur nouveauté et leur prix (vendues 35 yens ; par comparaison, les autres pâtes fraîches japonaises vendues dans les épiceries traditionnelles étaient vendues 1/6 de ce prix). Rapidement, les nouilles instantanées ont gagné en popularité partout en Asie.
En 1971, Nissin lance les Nissin Cup Noodles, des gobelets remplis de nouilles frites déshydratées où de l'eau bouillante est ajoutée pour les réchauffer . Plus tard, des légumes déshydratés sont ajoutés, créant ainsi une sorte de soupe instantanée.
Selon un sondage japonais datant de 2000, « les Japonais considèrent que leur meilleure invention du XXe siècle sont les nouilles instantanées ». D'après une étude, près de 96 milliards de nouilles instantanées sont mangés dans le monde chaque année. La Chine en consomme 42 milliards par année — soit 44 % de la consommation mondiale —, l’Indonésie, 14 milliards, le Japon, 5,3 milliards, le Vietnam, 4,8 milliards et les États-Unis, 4 milliards. Les Sud-Coréens sont ceux qui consomment le plus de nouilles instantanées, rapporté par habitant avec 69 portions par an et par habitant.[source insuffisante]

## Marques
Parmi les marques de nouilles instantanées présentes dans de nombreux pays, il est possible de citer :
- Japon : Nissin, Sapporo Ichiban (en)
- Allemagne : Knorr
- Suisse : Maggi
- Corée du Sud : Samyang Foods (en), Shin Ramyun
- Indonésie : Indomie
- Kellogg’s